# Microthoracius
Microthoracius är ett släkte av insekter. Microthoracius ingår i familjen Microthoraciidae.
Microthoracius är enda släktet i familjen Microthoraciidae.
Kladogram enligt Catalogue of Life:
| Microthoracius | \| \| Microthoracius cameli \| \| \| \| \| \| Microthoracius mazzai \| \| \| \| \| \| Microthoracius minor \| \| \| \| \| \| Microthoracius praelongiceps \| \| \| \| |
|                | \| \| Microthoracius cameli \| \| \| \| \| \| Microthoracius mazzai \| \| \| \| \| \| Microthoracius minor \| \| \| \| \| \| Microthoracius praelongiceps \| \| \| \| |
|                | Microthoracius cameli |
|                | |
|                | Microthoracius mazzai |
|                | |
|                | Microthoracius minor |
|                | |
|                | Microthoracius praelongiceps |
|                | |